# Rhytiphora uniformis
Rhytiphora uniformis är en skalbaggsart som beskrevs av Blackburn 1901. Rhytiphora uniformis ingår i släktet Rhytiphora och familjen långhorningar. Inga underarter finns listade i Catalogue of Life.